# جهنم: عاقبت
جهنم: عاقبت یک آلبوم چندآهنگه اثر بد میتس اویل می‌باشد ؛ گروه دو نفره ای که امینم و رویس دا۹'۵ اعضای آن می‌باشند.
فست لین و فانوس ها تک آهنگ‌های این آلبوم به شمار می آیند.